# Hachalu Hundessa
Hachalu Hundessa, född 1986 i Ambo, död 29 juni 2020 i Addis Abeba, var en etiopisk sångare, låtskrivare och aktivist.
Hundessas musik handlade om politik och orättvisor och han sågs som en ikon bland oromofolket. Musiken tonsatte den proteströrelse som 2018 ledde fram till att Abiy Ahmed valdes till Etiopiens premiärminister. Hundessa sköts till döds när han körde sin bil i utkanten av huvudstaden Addis Abeba och mordet ledde till omfattande protester. Han hade kort dessförinnan kritiserat det etiopiska ledarskiktet i en intervju. Protesterna ledde till att över 200 personer dog och myndigheterna stängde ner internet under flera veckor.